# Solanum oxycarpum
Solanum oxycarpum là loài thực vật có hoa trong họ Cà. Loài này được Schiede miêu tả khoa học đầu tiên năm 1841.